# ابن سفر المريني
ابن سفر المريني هو أبو الحسن محمد بن سفر، من شعراء عصر الموحدين في المئة السادسة وهو شاعر المرية «بشرقي الأندلس» حيث نشأ وترعرع. وأكثر شعره في وصف الطبيعة، قال عنه المقري التلمساني في كتابه «نفح الطيب» أحد الشعراء المتأخرين عصراً المتقدمين قدراً والإحسان له عادة. وهو أحدالشعراء في بلاد الأندلس. ابن سفر المريني يتعلق بالأندلس فيراها روضة الدنيا وما سواها صحراء.

## من قصائده
القصيدة المدرجة أدناه هي إحدى روائعه في وصف مغاني الأندلس، وما تتميز به من جمال أخَّاذ، وطبيعة ساحرة، دفعته إلى التعبير عن ذلك الشعور المبهج الذي يختلج في صدره بقصيدة لا تقل جمالاً عما وصف: